# 1985-ös U16-os labdarúgó-világbajnokság
Az 1985-ös U16-os labdarúgó-világbajnokságot Kínában rendezték július 31. és augusztus 11. között. 16 válogatott vett részt a tornán. Ez volt az első U16-os labdarúgó vb. A világbajnokságon 1968. augusztus 1. után született labdarúgók vehettek részt.
A világbajnokságon a magyar korosztályos válogatott is részt vett, és a negyeddöntőig jutott. A tornát Nigéria nyerte.

## Résztvevők
| Szövetség                                         | Selejtező torna                                 | Csapatok                 |
| ------------------------------------------------- | ----------------------------------------------- | ------------------------ |
| AFC (Ázsia)                                       | 1985-ös U16-os Ázsia-kupa                       | Katar · Szaúd-Arábia     |
| CAF (Afrika)                                      | 1985-ös U16-os Afrika-kupa                      | Kongó · Guinea · Nigéria |
| CONCACAF (Észak és Közép-amerikai, Karibi térség) | 1983-as U16-os CONCACAF-aranykupa               | Egyesült Államok         |
| CONCACAF (Észak és Közép-amerikai, Karibi térség) | 1985-ös U16-os CONCACAF-aranykupa               | Costa Rica · Mexikó      |
| CONMEBOL (Dél-Amerika)                            | 1985-ös U16-os dél-amerikai Labdarúgó-bajnokság | Argentína · Brazília     |
| CONMEBOL (Dél-Amerika)                            | meghívott                                       | Bolívia                  |
| OFC (Óceánia)                                     | 1983-as U16-os óceániai Selejtező-torna         | Ausztrália               |
| UEFA (Európa)                                     | 1982-es U16-os labdarúgó-Európa-bajnokság       | Olaszország              |
| UEFA (Európa)                                     | 1984-es U16-os labdarúgó-Európa-bajnokság       | NSZK                     |
| UEFA (Európa)                                     | meghívott                                       | Magyarország             |
| Rendező ország                                    | Rendező ország                                  | Kína                     |

## Játékvezetők
| Afrika - Simon Bantsimba - Karim Camara - Alhati Salahudeen Ázsia - Csen Seng-caj - Cui Baoyin - Zhang Diqiao - Hassan Abdullah Al Mullah - Falládzs as-Sanár Dél-Amerika - Arnaldo David César Coelho - Carlos Espósito - Juan Ortubé Vargas | Észak-, Közép-Amerika és a Karibi-térség - Carlos Alfaro Venegas - Angelo Bratsis - Joaquín Urrea Reyes Európa - Nagy Miklós - Claudio Pieri - Karl-Heinz Tritschler Óceánia - Chris Bambridge |

## Csoportkör
A csoportok első két helyezettje jutott tovább a negyeddöntőkbe, onnantól egyeneses kieséses rendszerben folytatódtak a küzdelmek.
A mérkőzések kezdési időpontjai helyi idő szerint vannak feltüntetve.
| Jelmagyarázat                                                            |
| ------------------------------------------------------------------------ |
| A csoportok első két helyezettje bejutott az egyenes kieséses szakaszba. |
| A csoportok harmadik és negyedik helyezettjei kiestek.                   |

### A csoport
| Csapat           | M | Gy | D | V | G+ | G– | Gk | P |
| ---------------- | - | -- | - | - | -- | -- | -- | - |
| Kína             | 3 | 2  | 1 | 0 | 6  | 3  | +3 | 5 |
| Guinea           | 3 | 2  | 0 | 1 | 5  | 2  | +3 | 4 |
| Egyesült Államok | 3 | 1  | 0 | 2 | 3  | 5  | –2 | 2 |
| Bolívia          | 3 | 0  | 1 | 2 | 2  | 6  | –4 | 1 |

| 1985. július 31. 19:00 |

| Kína                     | 1–1               | Bolívia     |
| ------------------------ | ----------------- | ----------- |
| Xie Yuxin 28' (11-esből) | (1–1) Jegyzőkönyv | Sánchez 13' |

| Peking Nézőszám: 80 000 Játékvezető: Nagy Miklós (magyar) |

| 1985. július 31. 20:45 |

| Guinea    | 1–0               | Egyesült Államok |
| --------- | ----------------- | ---------------- |
| Koita 68' | (0–0) Jegyzőkönyv |                  |

| Peking Nézőszám: 80 000 Játékvezető: Falládzs as-Sanár (Szaúd-arábiai) |

| 1985. augusztus 2. 19:00 |

| Kína                                    | 2–1               | Guinea    |
| --------------------------------------- | ----------------- | --------- |
| Xie Yuxin 18' (11-esből) Guo Zhuang 27' | (2–0) Jegyzőkönyv | Sylla 42' |

| Peking Nézőszám: 40 000 Játékvezető: Carlos Alfaro Venegas (Costa Rica-i) |

| 1985. augusztus 2. 20:45 |

| Bolívia        | 1–2               | Egyesült Államok      |
| -------------- | ----------------- | --------------------- |
| Etcheverry 31' | (1–0) Jegyzőkönyv | McPhail 51' Pride 64' |

| Peking Nézőszám: 40 000 Játékvezető: Alhati Salahudeen (nigeri) |

| 1985. augusztus 4. 19:00 |

| Kína                                          | 3–1               | Egyesült Államok |
| --------------------------------------------- | ----------------- | ---------------- |
| Cao Xiandong 20' Guo Zhuang 22' Sun Bowei 25' | (3–0) Jegyzőkönyv | Pride 75'        |

| Peking Nézőszám: 60 000 Játékvezető: Carlos Espósito (argentin) |

| 1985. augusztus 4. 20:45 |

| Bolívia | 0–3               | Guinea                         |
| ------- | ----------------- | ------------------------------ |
|         | (0–2) Jegyzőkönyv | Soumah 32' Toure 37' Koita 55' |

| Peking Nézőszám: 60 000 Játékvezető: Nagy Miklós (magyar) |

### B csoport
| Csapat     | M | Gy | D | V | G+ | G– | Gk | P |
| ---------- | - | -- | - | - | -- | -- | -- | - |
| Ausztrália | 3 | 3  | 0 | 0 | 4  | 1  | +3 | 6 |
| NSZK       | 3 | 1  | 1 | 1 | 5  | 3  | +2 | 3 |
| Argentína  | 3 | 1  | 1 | 1 | 5  | 4  | +1 | 3 |
| Kongó      | 3 | 0  | 0 | 3 | 4  | 10 | –6 | 0 |

| 1985. július 31. 19:00 |

| Ausztrália | 1–0               | Argentína |
| ---------- | ----------------- | --------- |
| Naven 28'  | (1–0) Jegyzőkönyv |           |

| Tiencsin Nézőszám: 20 000 Játékvezető: Joaquín Urrea Reyes (mexikói) |

| 1985. július 31. 20:45 |

| Kongó     | 1–4               | NSZK                                      |
| --------- | ----------------- | ----------------------------------------- |
| Kakou 73' | (0–2) Jegyzőkönyv | Mirwald 21' Witeczek 38' 65' Dammeier 56' |

| Tiencsin Nézőszám: 20 000 Játékvezető: Csen Seng-caj (kínai) |

| 1985. augusztus 2. 19:00 |

| Ausztrália              | 2–1               | Kongó     |
| ----------------------- | ----------------- | --------- |
| Trimboli 19' Thodis 42' | (1–0) Jegyzőkönyv | Kakou 76' |

| Tiencsin Nézőszám: 20 000 Játékvezető: Haszan Abdulláh al-Mullah (katari) |

| 1985. augusztus 2. 20:45 |

| Argentína   | 1–1               | NSZK        |
| ----------- | ----------------- | ----------- |
| Cáceres 16' | (1–1) Jegyzőkönyv | Gabriel 15' |

| Tiencsin Nézőszám: 20 000 Játékvezető: Claudio Pieri (olasz) |

| 1985. augusztus 4. 19:00 |

| Ausztrália   | 1–0               | NSZK |
| ------------ | ----------------- | ---- |
| Trimboli 12' | (0–0) Jegyzőkönyv |      |

| Tiencsin Nézőszám: 20 000 Játékvezető: Karim Camara (guineai) |

| 1985. augusztus 4. 20:45 |

| Argentína                                          | 4–2               | Kongó                            |
| -------------------------------------------------- | ----------------- | -------------------------------- |
| Maradona 23' (11-esből) 24' Frutos 38' Alvarez 63' | (3–0) Jegyzőkönyv | Salles 46' Mantot 60' (11-esből) |

| Tiencsin Nézőszám: 20 000 Játékvezető: Joaquín Urrea Reyes (mexikói) |

### C csoport
| Csapat       | M | Gy | D | V | G+ | G– | Gk | P |
| ------------ | - | -- | - | - | -- | -- | -- | - |
| Szaúd-Arábia | 3 | 2  | 1 | 0 | 7  | 2  | +5 | 5 |
| Nigéria      | 3 | 2  | 1 | 0 | 4  | 0  | +4 | 5 |
| Olaszország  | 3 | 1  | 0 | 2 | 3  | 4  | –1 | 2 |
| Costa Rica   | 3 | 0  | 0 | 3 | 1  | 9  | –8 | 0 |

| 1985. július 31. 19:00 |

| Szaúd-Arábia                                  | 4–1               | Costa Rica  |
| --------------------------------------------- | ----------------- | ----------- |
| Doszari 25' Szurajti 63' Razgán 66' Fahad 68' | (1–1) Jegyzőkönyv | Medford 12' |

| Talien Nézőszám: 35 000 Játékvezető: Arnaldo Coelho (brazil) |

| 1985. július 31. 20:45 |

| Nigéria   | 1–0               | Olaszország |
| --------- | ----------------- | ----------- |
| Momoh 67' | (0–0) Jegyzőkönyv |             |

| Talien Nézőszám: 35 000 Játékvezető: Angelo Bratsis (amerikai) |

| 1985. augusztus 2. 19:00 |

| Szaúd-Arábia | 0–0         | Nigéria |
| ------------ | ----------- | ------- |
|              | Jegyzőkönyv |         |

| Talien Nézőszám: 36 000 Játékvezető: Angelo Bratsis (amerikai) |

| 1985. augusztus 2. 20:45 |

| Costa Rica | 0–2               | Olaszország                |
| ---------- | ----------------- | -------------------------- |
|            | (0–1) Jegyzőkönyv | Caverzan 17' Bresciani 46' |

| Talien Nézőszám: 30 000 Játékvezető: Simon Bantsimba (kongói) |

| 1985. augusztus 4. 19:00 |

| Szaúd-Arábia                       | 3–1               | Olaszország   |
| ---------------------------------- | ----------------- | ------------- |
| Búsal 4' 61' Razgán 78' (11-esből) | (1–1) Jegyzőkönyv | Bresciani 37' |

| Talien Nézőszám: 30 000 Játékvezető: Arnaldo Coelho (brazil) |

| 1985. augusztus 4. 20:45 |

| Costa Rica | 0–3               | Nigéria                              |
| ---------- | ----------------- | ------------------------------------ |
|            | (0–0) Jegyzőkönyv | Igbinoba 62' Momoh 70' Babatunde 72' |

| Talien Nézőszám: 30 000 Játékvezető: Zhang Diqiao (kínai) |

### D csoport
| Csapat       | M | Gy | D | V | G+ | G– | Gk | P |
| ------------ | - | -- | - | - | -- | -- | -- | - |
| Magyarország | 3 | 2  | 1 | 0 | 4  | 0  | +4 | 5 |
| Brazília     | 3 | 2  | 0 | 1 | 4  | 2  | +2 | 4 |
| Mexikó       | 3 | 1  | 1 | 1 | 3  | 3  | 0  | 3 |
| Katar        | 3 | 0  | 0 | 3 | 2  | 8  | –6 | 0 |

| 1985. július 31. 19:00 |

| Katar           | 1–2               | Brazília                |
| --------------- | ----------------- | ----------------------- |
| Ál Abdulláh 50' | (0–1) Jegyzőkönyv | Bismarck 9' William 58' |

| Sanghaj Nézőszám: 30 000 Játékvezető: Christopher Bambridge ( ausztrál) |

| 1985. július 31. 20:45 |

| Mexikó | 0–0         | Magyarország |
| ------ | ----------- | ------------ |
|        | Jegyzőkönyv |              |

| Sanghaj Nézőszám: 30 000 Játékvezető: Cui Baoyin (kínai) |

| 1985. augusztus 2. 19:00 |

| Katar                   | 1–3               | Mexikó                                |
| ----------------------- | ----------------- | ------------------------------------- |
| Mohannadi 5' (11-esből) | (1–1) Jegyzőkönyv | Cortes 36' Ledesma 52' 77' (11-esből) |

| Sanghaj Nézőszám: 25 000 Játékvezető: Karl-Heinz Tritschler (nyugat-német) |

| 1985. augusztus 2. 20:45 |

| Brazília | 0–1               | Magyarország |
| -------- | ----------------- | ------------ |
|          | (0–0) Jegyzőkönyv | Kanál 55'    |

| Sanghaj Nézőszám: 25 000 Játékvezető: Christopher Bambridge (ausztrál) |

| 1985. augusztus 4. 19:00 |

| Katar | 0–3               | Magyarország                  |
| ----- | ----------------- | ----------------------------- |
|       | (0–2) Jegyzőkönyv | Huszák 9' Marik 38' Kanál 80' |

| Sanghaj Nézőszám: 25 000 Játékvezető: Juan Ortubé Vargas (bolíviai) |

| 1985. augusztus 4. 20:45 |

| Brazília                 | 2–0               | Mexikó |
| ------------------------ | ----------------- | ------ |
| William 60' Mauricio 67' | (0–0) Jegyzőkönyv |        |

| Sanghaj Nézőszám: 25 000 Játékvezető: Karl-Heinz Tritschler (nyugat-német) |

## Egyenes kieséses szakasz
|  |                        |              |                        |                       |       |           |                        |                        |                        |                        |               |       |       |
|  | Negyeddöntők           | Negyeddöntők | Negyeddöntők           |                       |       | Elődöntők | Elődöntők              | Elődöntők              |                        |                        | Döntő         | Döntő | Döntő |
|  | Negyeddöntők           | Negyeddöntők | Negyeddöntők           |                       |       | Elődöntők | Elődöntők              | Elődöntők              |                        |                        | Döntő         | Döntő | Döntő |
|  | augusztus 7. – Peking  |              |                        |                       |       |           |                        |                        |                        |                        |               |       |       |
|  |                        |              |                        |                       |       |           |                        |                        |                        |                        |               |       |       |
|  | A1                     | Kína         | 2                      |                       |       |           |                        |                        |                        |                        |               |       |       |
|  | A1                     | Kína         | 2                      | augusztus 9. – Peking |       |           |                        |                        |                        |                        |               |       |       |
|  | B2                     | NSZK         | 4                      |                       |       |           |                        |                        |                        |                        |               |       |       |
|  | B2                     | NSZK         | 4                      |                       |       | NSZK      | NSZK                   | 4                      |                        |                        |               |       |       |
|  | augusztus 7. – Dalian  |              |                        |                       |       | NSZK      | NSZK                   | 4                      |                        |                        |               |       |       |
|  |                        |              | Brazília               | Brazília              | 3     |           |                        |                        |                        |                        |               |       |       |
|  | C1                     | Szaúd-Arábia | Brazília               | Brazília              | 3     | 1         |                        |                        |                        |                        |               |       |       |
|  | C1                     | Szaúd-Arábia |                        |                       |       | 1         | augusztus 11. – Peking |                        |                        |                        |               |       |       |
|  | D2                     | Brazília     | 2                      |                       |       |           |                        |                        |                        |                        |               |       |       |
|  | D2                     | Brazília     | 2                      |                       |       | Brazília  | Brazília               | 4                      |                        |                        |               |       |       |
|  | augusztus 7. – Tianjin |              |                        |                       |       | Brazília  | Brazília               | 4                      |                        |                        |               |       |       |
|  |                        |              | Guinea                 | Guinea                | 1     |           |                        |                        |                        |                        |               |       |       |
|  | B1                     | Ausztrália   | Guinea                 | Guinea                | 1     | 0 (2)     |                        |                        |                        |                        |               |       |       |
|  | B1                     | Ausztrália   | augusztus 9. – Sanghaj |                       |       | 0 (2)     |                        |                        |                        |                        |               |       |       |
|  | A2                     | Guinea       | 0 (4)                  |                       |       |           |                        |                        |                        |                        |               |       |       |
|  | A2                     | Guinea       | 0 (4)                  |                       |       | Guinea    | Guinea                 | 1 (2)                  | Bronzmérkőzés          | Bronzmérkőzés          | Bronzmérkőzés |       |       |
|  | augusztus 7. – Sanghaj |              |                        |                       |       | Guinea    | Guinea                 | 1 (2)                  | Bronzmérkőzés          | Bronzmérkőzés          | Bronzmérkőzés |       |       |
|  |                        |              | Nigéria                | Nigéria               | 1 (4) |           |                        | augusztus 11. – Peking | augusztus 11. – Peking | augusztus 11. – Peking |               |       |       |
|  | D1                     | Magyarország | Nigéria                | Nigéria               | 1 (4) | 1         |                        | augusztus 11. – Peking | augusztus 11. – Peking | augusztus 11. – Peking |               |       |       |
|  | D1                     | Magyarország |                        |                       |       |           |                        | NSZK                   | NSZK                   | 0                      |               |       |       |
|  | C2                     | Nigéria      | 3                      |                       |       |           |                        | NSZK                   | NSZK                   | 0                      |               |       |       |
|  | C2                     | Nigéria      | 3                      |                       |       | Nigéria   | Nigéria                | 2                      |                        |                        |               |       |       |
|  |                        |              |                        |                       |       | Nigéria   | Nigéria                | 2                      |                        |                        |               |       |       |

### Negyeddöntők
| 1985. augusztus 7. 19:30 |

| Kína                            | 2–4               | NSZK                                      |
| ------------------------------- | ----------------- | ----------------------------------------- |
| Guo Zhuang 14' Tu Shengqiao 39' | (2–3) Jegyzőkönyv | Witeczek 10' 37' 45' Bi Sheng 35' (öngól) |

| Peking Nézőszám: 80 000 Játékvezető: Arnaldo Coelho (brazil) |

| 1985. augusztus 7. 19:30 |

| Ausztrália    | 0–0 (h. u.) | Guinea |
| ------------- | ----------- | ------ |
|               | Jegyzőkönyv |        |
| Büntetőpárbaj |             |        |
|               | 2–4         |        |

| Tiencsin Nézőszám: 20 000 Játékvezető: Claudio Pieri (olasz) |

| 1985. augusztus 7. 19:30 |

| Szaúd-Arábia          | 1–2               | Brazília                   |
| --------------------- | ----------------- | -------------------------- |
| Razgán 52' (11-esből) | (0–0) Jegyzőkönyv | William 38' 49' (11-esből) |

| Talien Nézőszám: 30 000 Játékvezető: Carlos Alfaro Venegas (Costa Rica-i) |

| 1985. augusztus 7. 19:30 |

| Magyarország | 1–3               | Nigéria                    |
| ------------ | ----------------- | -------------------------- |
| Marik 2'     | (1–1) Jegyzőkönyv | Momoh 17' 58' Igbinoba 60' |

| Sanghaj Nézőszám: 25 000 Játékvezető: Christopher Bambridge ( ausztrál) |

### Elődöntők
| 1985. augusztus 9. 19:30 |

| NSZK                               | 4–3               | Brazília                                 |
| ---------------------------------- | ----------------- | ---------------------------------------- |
| Witeczek 15' 57' 66' Konerding 47' | (1–2) Jegyzőkönyv | Bismarck 6' Andre Cruz 37' Rodrigues 70' |

| Peking Nézőszám: 50 000 Játékvezető: Joaquín Urrea Reyes (mexikói) |

| 1985. augusztus 9. 19:30 |

| Nigéria       | 1–1 (h. u.)            | Guinea     |
| ------------- | ---------------------- | ---------- |
| Atere 10'     | (1–1, 1–1) Jegyzőkönyv | Soumah 20' |
| Büntetőpárbaj |                        |            |
|               | 4–2                    |            |

| Sanghaj Nézőszám: 30 000 Játékvezető: Carlos Espósito (argentin) |

### Bronzmérkőzés
| 1985. augusztus 11. 17:30 |

| Brazília                                          | 4–1               | Guinea    |
| ------------------------------------------------- | ----------------- | --------- |
| Marques 11' Mauricio 42' William 51' Bismarck 73' | (1–0) Jegyzőkönyv | Sylla 65' |

| Peking Nézőszám: 80 000 Játékvezető: Cui Baoyin (kínai) |

### Döntő
| 1985. augusztus 11. 19:30 |

| NSZK | 0–2               | Nigéria                   |
| ---- | ----------------- | ------------------------- |
|      | (0–1) Jegyzőkönyv | Akpoborie 4' Igbinoba 79' |

| Peking Nézőszám: 80 000 Játékvezető: Christopher Bambridge (ausztrál) |

## Díjak
| Az 1985-ös U16-os labdarúgó-világbajnokság győztese |
| --------------------------------------------------- |
| · Nigéria · 1. cím                                  |

| 2. helyezett | 3. helyezett | 4. helyezett |
| ------------ | ------------ | ------------ |
| NSZK         | Brazília     | Guinea       |

| Golden Shoe     | Golden Ball | FIFA Fair Play Díj |
| --------------- | ----------- | ------------------ |
| Marcel Witeczek | William     | NSZK               |

## Gólszerzők
| 8 gólos - Marcel Witeczek 5 gólos - William 4 gólos - Momoh Billa | 3 gólos - Bismarck - Zhuang Guo - Victor Igbinoba - Abd al-Azíz ar-Razgán |